# 尼合买提·波萨科夫
尼合买提·波萨科夫（？—2000年3月）维吾尔族，吉尔吉斯人，维吾尔青年联盟主席。

## 生平
尼合买提·波萨科夫是吉尔吉斯的维吾尔青年联盟主席。恐怖组织东突厥斯坦解放组织要求其合作，被其拒绝。2000年3月，由于尼合买提·波萨科夫拒绝同恐怖组织东突厥斯坦解放组织合作，被该组织成员枪杀于家门口。